# Fucosilazione
La fucosilazione è una glicosilazione consistente nell'aggiunta di unità di fucosio a una molecola preesistente; avviene grazie agli enzimi del gruppo della fucosiltransferasi.
Una fucosilazione massiva può essere di rilevanza patologica, infatti livelli elevati di fucosilazione sono stati riscontrati in vari tipi di neoplasie: nel cancro, così come nei processi infiammatori, si verificano cambiamenti significativi nell'espressione delle molecole fucosilate. Di conseguenza, anticorpi e lectine in grado di riconoscere gli oligosaccaridi fucosilati associati al cancro possono essere utilizzati come marcatori tumorali.
La fucosilazione è stata osservata in vertebrati, invertebrati, piante, batteri e funghi. Svolge un ruolo nell'adesione cellulare e nella regolazione della risposta immunitaria.
L'inibizione della fucosilazione è in fase di studio per alcune potenziali applicazioni terapeutiche, specie nel caso dell'anemia falciforme e dell'artrite reumatoide, nonché nella terapia antitumorale. Alcuni studi su campioni di pazienti affetti da melanoma hanno indicato che la fucosilazione dell'HLA-DRB1 (una proteina appartenente alla classe delle MHC-II), talvolta riscontrabile in questo tipo di tumore, è associata all'inibizione della proteina 1 della morte cellulare programmata, molecola fondamentale nel controllare la proliferazione delle cellule tumorali. Questo meccanismo potrebbe essere sfruttato nell'ambito dell'immunoterapia per i soggetti affetti dai melanomi nelle cui cellule sono presenti processi di fucosilazione.
La fucosilazione potrebbe svolgere un'importante funzione nella reazione immunitaria istantanea agli agenti patogeni; pare infatti che le cellule epiteliali dell'intestino tenue siano in grado di attivare una rapida fucosilazione che supporti la flora batterica intestinale allo scopo di prevenire alcune infezioni. Ciò potrebbe regolare i geni batterici responsabili del quorum sensing, facendo aumentare la tolleranza istologica all'ingresso di determinati agenti patogeni.